# Last Attraction
『Last Attraction』（ラスト・アトラクション）は、SURFACEの2枚目のベスト・アルバムである。2010年4月28日にリリースされた。

## 概要
解散発表後に発表されたコンプリート・ベスト・アルバム。感謝の気持ちも込め、ユニット名をsurfaceから以前のSURFACEへと表記が戻されてのリリースとなった。12年間にリリースした全シングルを収録。DISC1には、SURFACE名義で発売したシングル全17曲、DISC2にはsurface名義で発売したシングル全6曲、TBS系『チューボーですよ!』のエンディングテーマに起用された「CHANGE」を含む新曲4曲、全28曲を収録している。

## 収録曲

### DISC 01
1. それじゃあバイバイ
1枚目のシングル
2. ジレンマ
2枚目のシングル
3. さぁ
3枚目のシングル
4. なにしてんの
4枚目のシングル
5. なあなあ
5枚目のシングル
6. 君の声で 君のすべてで…
6枚目のシングル
7. ヌイテル?
7枚目のシングル
8. ゴーイングmy上へ
8枚目のシングル
9. ボクハミタサレル
9枚目のシングル
10. .5(HALF)
10枚目のシングル（両A面シングル）
11. about love
10枚目のシングル（両A面シングル）
12. その先にあるもの
11枚目のシングル
13. as ever
12枚目のシングル
14. 歌
13枚目のシングル
15. NEWS
14枚目のシングル
16. アイムファインセンキューアンジュー?
15枚目のシングル
17. フレーム
16枚目のシングル

### DISC 02
1. Re:START
17枚目のシングル
2. FLY HIGH
18枚目のシングル
3. ココロのつぼみ
19枚目のシングル
4. 夢の続きへ
20枚目のシングル
5. 素直な虹
21枚目のシングル（両A面シングル）
6. 情熱マイソウル
21枚目のシングル（両A面シングル）
7. 嘘×嘘 -fake×fake-
12人のヴァイオリニスト「i Meets...」収録楽曲[4]
8. 渦
新曲
9. TRAP
新曲
10. ソコハカトナク
新曲
11. CHANGE
新曲